# Pachylia undatifascia
Pachylia undatifascia är en fjärilsart som beskrevs av Butler 1877. Pachylia undatifascia ingår i släktet Pachylia och familjen svärmare. Inga underarter finns listade i Catalogue of Life.

## Bildgalleri

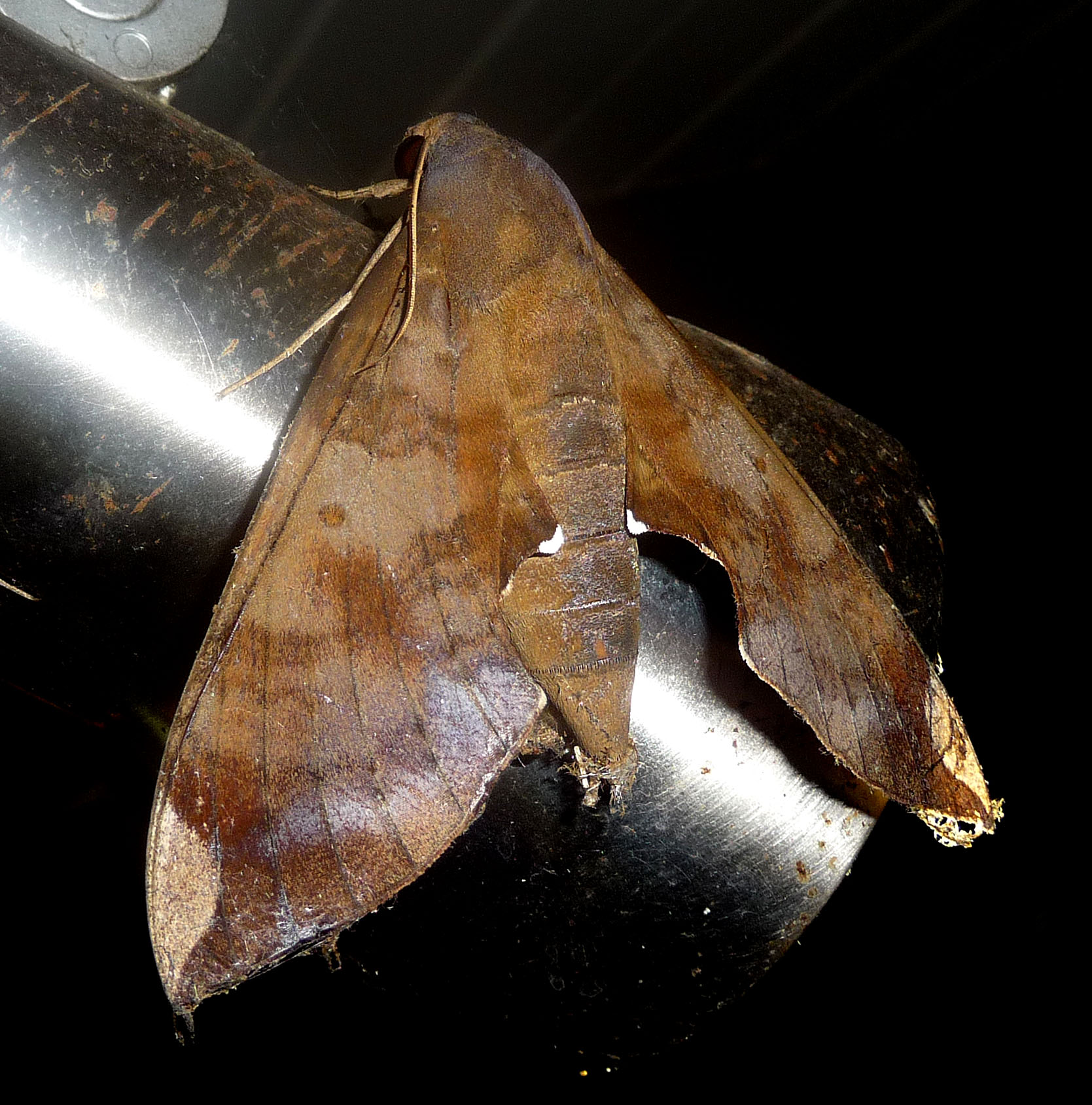